# William Murray, 7. Earl of Mansfield
William David Mungo James Murray, 7. Earl of Mansfield DL, JP (* 7. Juli 1930; † 21. Oktober 2015 auf Logie House, Logiealmond, Perthshire) war ein britischer Peer und Politiker (Conservative Party).

## Leben und Karriere
Er wurde als einziger Sohn von Mungo Murray, 6. Earl of Mansfield (1900–1971) und dessen Ehefrau Dorothea Helena Carnegie (1906–1985), der jüngeren Tochter von Sir Lancelot Carnegie, geboren. Bis 1971 führte er den Höflichkeitstitel Lord Scone.
Er besuchte das Eton College in der Grafschaft Berkshire. Seinen Militärdienst leistete er bei den Scots Guards, wo er zum Lieutenant befördert wurde. Zwischen 1949 und 1950 war er bei den politischen Unruhen in Malaysia (Malaya Emergency) im Militäreinsatz. Er studierte Rechtswissenschaften am Christ Church College der Oxford University. 1958 wurde er am Inner Temple als Barrister zugelassen. Von 1958 bis 1971 praktizierte er als Barrister, hauptsächlich auf dem Gebiet des Common Law.
Beim Tod seines Vaters erbte er am 2. September 1971 die beiden Titel des 7. und 8. Earl of Mansfield (Peerage of Great Britain, 1776/1792) und die nachgeordneten Titel 13. Viscount Stormont (Peerage of Scotland, 1621), 13. Lord Scone (Peerage of Scotland, 1605) und 11. Lord Balvaird (Peerage of Scotland, 1641).
Von 1972 bis 1979 war er Direktor (Director) der General Accident Fire and Life Assurance.
Von 1973 bis 1975 gehörte Murray der britischen Delegation beim Europäischen Parlament an und war Abgeordneter. Unter der Regierung von Margaret Thatcher war er von 1979 bis 1983 Minister of State im Scottish Office und von 1983 bis 1984 Minister of State (Staatsminister) im Northern Ireland Office. Von 1985 bis 1996 war er First Crown Estates Commissioner.
1974 wurde Murray Sheriff (Honorary Sheriff) für Perthshire; 1975 wurde er Friedensrichter (JP). 1980 wurde er Deputy Lieutenant (D.L.) für Perth and Kinross.
Murray hatte mehrere Ämter im beruflichen, wirtschaftlichen und gesellschaftlichen Bereich inne; er engagierte sich auch für Wohltätigkeitsorganisationen. Er war von 1977 bis 1979 der erste Präsident der Federation of Hunting Associations of the European Communities (FACE). Er war außerdem der erste Präsident der Scottish Association for the Care and Resettlement of Offenders.

## Mitgliedschaft im House of Lords
Beim Tod seines Vaters im September 1971 erbte Murray dessen Titel als Earl of Mansfield und den damals damit verbundenen Sitz im House of Lords. Er war formell ab dem 2. September 1971 Mitglied des House of Lords. Murray sehr aktiv an den Parlamentsdebatten im House of Lords teil, im Hansard sind insgesamt über 2878 Wortbeiträge von ihm im Zeitraum von 1982 bis 1988 dokumentiert. Seine Antrittsrede hielt er am 26. Juni 1972 im Rahmen einer Debatte zur Strafgesetzgebung und zum Strafvollzug.
Von 1975 bis 1979 war er Oppositionssprecher (Opposition Spokesman) im House of Lords.
Am 27. Januar 1988 meldete er sich in der Scotland: Land and Sea Use-Debatte zur Verkehrspolitik in Schottland letztmals zu Wort.
Seine Mitgliedschaft im House of Lords endete am 11. November 1999 mit Inkrafttreten des House of Lords Act 1999.

## Privates
Am 19. Dezember 1951 heiratete er Pamela Joan Foster, die Tochter des auf Trinidad ansässigen Wilfred Neill Foster, CBE. Aus der Ehe gingen drei Kinder hervor, zwei Söhne und eine Tochter.
Murray starb am 21. Oktober 2015 im Alter von 85 Jahren „friedlich“ auf seinem Anwesen Logie House bei Logiealmond in Perthshire. Seine Adelstitel gingen an seinen ältesten Sohn, Alexander David Mungo Murray (* 1956) über.
Die Beisetzung, der Trauergottesdienst und die Trauerfeierlichkeiten fanden am 30. Oktober 2015 in der St John’s Kirk von Perth und anschließend auf Scone Palace statt.